# Louis Babel
Louis-François Babel (Veyrier, 23 giugno 1826 – Pointe-Bleue, 1º marzo 1912) è stato un religioso, linguista, geografo ed esploratore svizzero, missionario Oblato di Maria Immacolata.  Nonostante le sue origini svizzere, ha trascorso la maggior parte della sua vita in Canada.

## Biografia
Originario del Canton Ginevra, figlio di Giuseppe Babel, di professione cocchiere , e Françoise Jovet, frequentò l'università di Friburgo e Melan, poi entrò nel noviziato di Notre-Dame-de-l'Osier il 4 maggio 1847. Ha preso i suoi voti l'anno successivo e poi ha iniziato gli studi teologici a Marsiglia e in Maryvale, vicino a Birmingham, in Inghilterra. Giunse a Bytown (Canada) il 12 febbraio 1851, dove fu ordinato sacerdote dal vescovo Joseph-Bruno Guigues il 27 luglio 1851.
Su sua richiesta, fu inviato alle missioni del Montagnais , un popolo indigeno originario della Penisola del Labrador. Egli esercitò il suo ministero in Great Bay e venne poi trasferito a Escoumins, dove incontrò Padre Charles Arnaud , che sarà suo collega di missione per quasi 60 anni. Dotato per le lingue e con una salute di ferro, il padre percorse 2.500 km l'anno per soddisfare le necessità di bianchi ed indigeni, dalla bocca del Saguenay fino a Tête-à-la-Baleine. Dopo un soggiorno di quattro anni in Maniwaki, nell'Outaouais, durante il quale imparò la lingua Algonquin, tornò a Betsiamites nel 1866, dove visse fino al 1911.
Redasse un dizionario francese-Montagnais, rimasto su manoscritto, e note per l'utilizzo in forma scritta della grammatica Montagnais. Lasciò Betsiamites e la North Shore per l'ultima volta nel 1911. Morì nel villaggio di montagna di Anse-Bleue a Lac-Saint-Jean il 1º marzo 1912.
Soprannominato Ka Kushkueltitak (la meditazione) dagli Innu, il padre Babel è descritto dal Dizionario biografico del Canada come un uomo «...severo, taciturno e dalle maniere rudi». Questi tratti gli causarono non poche difficoltà nei rapporti con i suoi colleghi e seguaci.

## Spedizioni
L'arcivescovo di Quebec Charles-François Baillargeon gli assegnò la missione di raggiungere Naskapi nella piattaforma del Labrador. Nel 1866 tentò di raggiungere la Baia eschimese Hamilton Inlet, in Labrador per la via di Mingan. Lui e due guide provenienti dal Lago Melville, raggiunsero la stazione commerciale della Baia di Hudson a Winokapau sul fiume Hamilton, dove furono costretti a tornaro indietro, non riuscendo a trovare cibo per continuare il viaggio verso Lago Petitsikapau.
Fu più fortunato il suo secondo viaggio l'anno successivo. Arrivato con il vaporetto Rigolet, incontrò il primo Inuit convertito al protestantesimo. Decise di andare incontro al Naskapi al suo interno. Si guardò indietro sopra il fiume di Hamilton con una flottiglia di barche che dovevano rifornire una postazione situata sul lago Petitsikapau, la durata del viaggio fu di 39 giorni.
Nello svolgimento dei lavori di evangelizzazione del Naskapi, il padre Babel raccolse informazioni preziose per i suoi futuri viaggi sulla piattaforma Labrador tra il 1866 e il 1870. Discese anche i fiumi St. John e Moisie. I suoi libri di viaggio furono pubblicati in serie su alcuni giornali della South Shore di San Lorenzo in una colonna intitolata I compiti del North Shore e furono inclusi in un libro raccolta pubblicato nel 1977.
Le osservazioni permetteranno al dipartimento delle Terre della Corona della provincia del Quebec di pubblicare la prima mappa che mostrava l'interno di Labrador nel 1873. Fu anche durante questi viaggi che scoprì l'enorme giacimento di ferro, nel territorio che divenne il nuovo Quebec nel 1912. Sebbene questa scoperta al momento fosse passata relativamente inosservata, ci basò sugli scritti del padre affinché il geologo di Montreal, Albert Pietro Basso, potesse essere in grado di notare in particolare la presenza di zone ricche di ferro durante le spedizioni condotte tra il 1892 e il 1899 per conto del Geological Survey of Canada.
Gli Innuat Mammie vennero tutti battezzati nel corso delle missioni dai sacerdoti secolari nel periodo 1800-1843, le missioni degli Oblati furono destinate a rafforzare la loro fede ed a convertire i Mushuaunnus con l'istituzione di prestazioni educative, pastorali e disciplinari utilizzate per lotta contro le pratiche sciamaniche, la poligamia, l'adulterio, l'alcolismo e un paio di "pratiche devianti": Luois Babel è stato personalmente molto attivo in questo compito.
Inoltre, Louis Babel e Charles Arnaud Babel protestarono contro la colonizzazione del territorio Innuit da parte dei bianchi. Dal 1830, l'installazione di coloni nei Saguenay o nel Escoumins, che si trova più a est, aveva infatti portato al crescente sfruttamento delle foreste e fiumi e alla perdita di terreni di caccia necessari per la sopravvivenza delle popolazioni indigene.
Un monumento è stato a lui dedicato nel 1970 a Schefferville e il suo nome è stato dato ad un quartiere che copre il territorio della città di Port-Cartier. La Riserva Ecologica Louis-Babel, sull'isola René-Levasseur, e il Monte Babel servono a commemorare la sua memoria, mentre il Monte Veyrie, la vetta più alta dei monti Groulx, è stato nominato in onore del suo luogo di nascita.
Sia pur meno conosciuto nel suo paese d'origine, rimase comunque legato alle sue radici. Nel 1850 egli scrisse: «Anche se lontano da Veyrier, io sono sempre di Veyrier e sempre il mio paese e i suoi abitanti saranno presenti alla mia memoria».